# Parafia św. Urszuli Ledóchowskiej w Buku
Parafia pw. św. Urszuli Ledóchowskiej w Buku – parafia rzymskokatolicka, należąca do dekanatu Szczecin-Pogodno, archidiecezji szczecińsko-kamieńskiej, metropolii szczecińsko-kamieńskiej. W parafii posługują księża diecezjalni. Według stanu na wrzesień 2018 proboszczem parafii był ks. Grzegorz Gierek. 

## Miejsca święte

### Kościół parafialny
Kościół św. Antoniego Padewskiego w Buku

### Kościoły filialne i kaplice
- Kościół/kaplica pw. Matki Bożej Częstochowskiej w Rzędzinach[1][2]
- Kościół św. Maksymiliana Marii Kolbego w Stolcu[1][2]